# Manuel Costa (político)
Manuel Costa (f. 21 de julio de 1925) fue un comerciante y político argentino, que se desempeñó como gobernador del Territorio Nacional del Chubut entre 1924 y 1925.

## Biografía
Era oriundo de Rawson (Chubut). Fue miembro de la Sociedad Anónima Ganadera e Industrial del Chubut.
En enero de 1924 fue nombrado en comisión gobernador del Territorio Nacional del Chubut por el presidente Marcelo Torcuato de Alvear, siendo oficializado el 25 de agosto del mismo año.  Durante su gestión también se realizó una excursión al interior del territorio chubutense, fundándose tres localidades: Lago Blanco, Río Pico y Gan Gan. También promovió la constitución de la Sociedad Rural de Esquel en 1925.
Falleció en el cargo en julio de 1925.

## Homenajes
En 1937, por decreto del Poder Ejecutivo Nacional, fue nombrado oficialmente en su honor la localidad chubutense de Gobernador Costa. Tanto Manuel Costa como su padre Luis frecuentaban el lugar (siendo el segundo, además, uno de los primeros pobladores en la región), desde la firma comercial familiar Costa y Cía.